# Saturnus altare
Saturnus altare (latin: Ara Saturni) är ett antikt altare, beläget på Forum Romanum i Rom. Altaret var invigt åt Saturnus och stod framför Saturnustemplet. Saturnus altare uppfördes på 500-talet f.Kr. och var i bruk till och med romarrikets fall. Den italienske arkeologen Rodolfo Lanciani upptäckte altarets lämningar år 1902.
Altaret byggdes före Saturnustemplet; i närheten ska ett altare invigt åt Dis Pater och Proserpina ha varit beläget. Saturnus altare mäter 3,95 x 2,8 meter.
| Plan över Comitium (före Caesar) |
| --- |
| Curia Iulia Concordia- templet Saturnus altare Mundus Senaculum Rostra Vetera Lapis Niger Basilica Porcia Basilica Opimia Curia Hostilia Carcer Graecostasis Maenius- kolonnen Area Volcani |